# Seznam tričrkovnih kratic od YAA do ŽŽŽ
Seznam vseh možnih tričrkovnih kratic od YAA do ŽŽŽ. Tričrkovne kratice, obarvane rdeče, še nimajo svojega članka.
```
YAA
 
YAB
 
YAC
 
YAČ
 
YAD
 
YAE
 
YAF
 
YAG
 
YAH
 
YAI
 
YAJ
 
YAK
 
YAL
 
YAM
 
YAN

YAO
 
YAP
 
YAQ
 
YAR
 
YAS
 
YAŠ
 
YAT
 
YAU
 
YAV
 
YAW
 
YAX
 
YAY
 
YAZ
 
YAŽ

YBA
 
YBB
 
YBC
 
YBČ
 
YBD
 
YBE
 
YBF
 
YBG
 
YBH
 
YBI
 
YBJ
 
YBK
 
YBL
 
YBM
 
YBN

YBO
 
YBP
 
YBQ
 
YBR
 
YBS
 
YBŠ
 
YBT
 
YBU
 
YBV
 
YBW
 
YBX
 
YBY
 
YBZ
 
YBŽ

YCA
 
YCB
 
YCC
 
YCČ
 
YCD
 
YCE
 
YCF
 
YCG
 
YCH
 
YCI
 
YCJ
 
YCK
 
YCL
 
YCM
 
YCN

YCO
 
YCP
 
YCQ
 
YCR
 
YCS
 
YCŠ
 
YCT
 
YCU
 
YCV
 
YCW
 
YCX
 
YCY
 
YCZ
 
YCŽ

YČA
 
YČB
 
YČC
 
YČČ
 
YČD
 
YČE
 
YČF
 
YČG
 
YČH
 
YČI
 
YČJ
 
YČK
 
YČL
 
YČM
 
YČN

YČO
 
YČP
 
YČQ
 
YČR
 
YČS
 
YČŠ
 
YČT
 
YČU
 
YČV
 
YČW
 
YČX
 
YČY
 
YČZ
 
YČŽ

YDA
 
YDB
 
YDC
 
YDČ
 
YDD
 
YDE
 
YDF
 
YDG
 
YDH
 
YDI
 
YDJ
 
YDK
 
YDL
 
YDM
 
YDN

YDO
 
YDP
 
YDQ
 
YDR
 
YDS
 
YDŠ
 
YDT
 
YDU
 
YDV
 
YDW
 
YDX
 
YDY
 
YDZ
 
YDŽ

YEA
 
YEB
 
YEC
 
YEČ
 
YED
 
YEE
 
YEF
 
YEG
 
YEH
 
YEI
 
YEJ
 
YEK
 
YEL
 
YEM
 
YEN

YEO
 
YEP
 
YEQ
 
YER
 
YES
 
YEŠ
 
YET
 
YEU
 
YEV
 
YEW
 
YEX
 
YEY
 
YEZ
 
YEŽ

YFA
 
YFB
 
YFC
 
YFČ
 
YFD
 
YFE
 
YFF
 
YFG
 
YFH
 
YFI
 
YFJ
 
YFK
 
YFL
 
YFM
 
YFN
 

YFO
 
YFP
 
YFQ
 
YFR
 
YFS
 
YFŠ
 
YFT
 
YFU
 
YFV
 
YFW
 
YFX
 
YFY
 
YFZ
 
YFŽ

YGA
 
YGB
 
YGC
 
YGČ
 
YGD
 
YGE
 
YGF
 
YGG
 
YGH
 
YGI
 
YGJ
 
YGK
 
YGL
 
YGM
 
YGN
 

YGO
 
YGP
 
YGQ
 
YGR
 
YGS
 
YGŠ
 
YGT
 
YGU
 
YGV
 
YGW
 
YGX
 
YGY
 
YGZ
 
YGŽ

YHA
 
YHB
 
YHC
 
YHČ
 
YHD
 
YHE
 
YHF
 
YHG
 
YHH
 
YHI
 
YHJ
 
YHK
 
YHL
 
YHM
 
YHN

YHO
 
YHP
 
YHQ
 
YHR
 
YHS
 
YHŠ
 
YHT
 
YHU
 
YHV
 
YHW
 
YHX
 
YHY
 
YHZ
 
YHŽ

YIA
 
YIB
 
YIC
 
YIČ
 
YID
 
YIE
 
YIF
 
YIG
 
YIH
 
YII
 
YIJ
 
YIK
 
YIL
 
YIM
 
YIN
 

YIO
 
YIP
 
YIQ
 
YIR
 
YIS
 
YIŠ
 
YIT
 
YIU
 
YIV
 
YIW
 
YIX
 
YIY
 
YIZ
 
YIŽ

YJA
 
YJB
 
YJC
 
YJČ
 
YJD
 
YJE
 
YJF
 
YJG
 
YJH
 
YJI
 
YJJ
 
YJK
 
YJL
 
YJM
 
YJN
 

YJO
 
YJP
 
YJQ
 
YJR
 
YJS
 
YJŠ
 
YJT
 
YJU
 
YJV
 
YJW
 
YJX
 
YJY
 
YJZ
 
YJŽ

YKA
 
YKB
 
YKC
 
YKČ
 
YKD
 
YKE
 
YKF
 
YKG
 
YKH
 
YKI
 
YKJ
 
YKK
 
YKL
 
YKM
 
YKN
 

YKO
 
YKP
 
YKQ
 
YKR
 
YKS
 
YKŠ
 
YKT
 
YKU
 
YKV
 
YKW
 
YKX
 
YKY
 
YKZ
 
YKŽ

YLA
 
YLB
 
YLC
 
YLČ
 
YLD
 
YLE
 
YLF
 
YLG
 
YLH
 
YLI
 
YLJ
 
YLK
 
YLL
 
YLM
 
YLN
 

YLO
 
YLP
 
YLQ
 
YLR
 
YLS
 
YLŠ
 
YLT
 
YLU
 
YLV
 
YLW
 
YLX
 
YLY
 
YLZ
 
YLŽ

YMA
 
YMB
 
YMC
 
YMČ
 
YMD
 
YME
 
YMF
 
YMG
 
YMH
 
YMI
 
YMJ
 
YMK
 
YML
 
YMM
 
YMN
 

YMO
 
YMP
 
YMQ
 
YMR
 
YMS
 
YMŠ
 
YMT
 
YMU
 
YMV
 
YMW
 
YMX
 
YMY
 
YMZ
 
YMŽ

YNA
 
YNB
 
YNC
 
YNČ
 
YND
 
YNE
 
YNF
 
YNG
 
YNH
 
YNI
 
YNJ
 
YNK
 
YNL
 
YNM
 
YNN
 

YNO
 
YNP
 
YNQ
 
YNR
 
YNS
 
YNŠ
 
YNT
 
YNU
 
YNV
 
YNW
 
YNX
 
YNY
 
YNZ
 
YNŽ

YOA
 
YOB
 
YOC
 
YOČ
 
YOD
 
YOE
 
YOF
 
YOG
 
YOH
 
YOI
 
YOJ
 
YOK
 
YOL
 
YOM
 
YON
 

YOO
 
YOP
 
YOQ
 
YOR
 
YOS
 
YOŠ
 
YOT
 
YOU
 
YOV
 
YOW
 
YOX
 
YOY
 
YOZ
 
YOŽ

YPA
 
YPB
 
YPC
 
YPČ
 
YPD
 
YPE
 
YPF
 
YPG
 
YPH
 
YPI
 
YPJ
 
YPK
 
YPL
 
YPM
 
YPN
 

YPO
 
YPP
 
YPQ
 
YPR
 
YPS
 
YPŠ
 
YPT
 
YPU
 
YPV
 
YPW
 
YPX
 
YPY
 
YPZ
 
YPŽ

YQA
 
YQB
 
YQC
 
YQČ
 
YQD
 
YQE
 
YQF
 
YQG
 
YQH
 
YQI
 
YQJ
 
YQK
 
YQL
 
YQM
 
YQN
 

YQO
 
YQP
 
YQQ
 
YQR
 
YQS
 
YQŠ
 
YQT
 
YQU
 
YQV
 
YQW
 
YQX
 
YQY
 
YQZ
 
YQŽ

YRA
 
YRB
 
YRC
 
YRČ
 
YRD
 
YRE
 
YRF
 
YRG
 
YRH
 
YRI
 
YRJ
 
YRK
 
YRL
 
YRM
 
YRN
 

YRO
 
YRP
 
YRQ
 
YRR
 
YRS
 
YRŠ
 
YRT
 
YRU
 
YRV
 
YRW
 
YRX
 
YRY
 
YRZ
 
YRŽ

YSA
 
YSB
 
YSC
 
YSČ
 
YSD
 
YSE
 
YSF
 
YSG
 
YSH
 
YSI
 
YSJ
 
YSK
 
YSL
 
YSM
 
YSN
 

YSO
 
YSP
 
YSQ
 
YSR
 
YSS
 
YSŠ
 
YST
 
YSU
 
YSV
 
YSW
 
YSX
 
YSY
 
YSZ
 
YSŽ

YŠA
 
YŠB
 
YŠC
 
YŠČ
 
YŠD
 
YŠE
 
YŠF
 
YŠG
 
YŠH
 
YŠI
 
YŠJ
 
YŠK
 
YŠL
 
YŠM
 
YŠN
 

YŠO
 
YŠP
 
YŠQ
 
YŠR
 
YŠS
 
YŠŠ
 
YŠT
 
YŠU
 
YŠV
 
YŠW
 
YŠX
 
YŠY
 
YŠZ
 
YŠŽ

YTA
 
YTB
 
YTC
 
YTČ
 
YTD
 
YTE
 
YTF
 
YTG
 
YTH
 
YTI
 
YTJ
 
YTK
 
YTL
 
YTM
 
YTN
 

YTO
 
YTP
 
YTQ
 
YTR
 
YTS
 
YTŠ
 
YTT
 
YTU
 
YTV
 
YTW
 
YTX
 
YTY
 
YTZ
 
YTŽ

YUA
 
YUB
 
YUC
 
YUČ
 
YUD
 
YUE
 
YUF
 
YUG
 
YUH
 
YUI
 
YUJ
 
YUK
 
YUL
 
YUM
 
YUN
 

YUO
 
YUP
 
YUQ
 
YUR
 
YUS
 
YUŠ
 
YUT
 
YUU
 
YUV
 
YUW
 
YUX
 
YUY
 
YUZ
 
YUŽ

YVA
 
YVB
 
YVC
 
YVČ
 
YVD
 
YVE
 
YVF
 
YVG
 
YVH
 
YVI
 
YVJ
 
YVK
 
YVL
 
YVM
 
YVN
 

YVO
 
YVP
 
YVQ
 
YVR
 
YVS
 
YVŠ
 
YVT
 
YVU
 
YVV
 
YVW
 
YVX
 
YVY
 
YVZ
 
YVŽ

YWA
 
YWB
 
YWC
 
YWČ
 
YWD
 
YWE
 
YWF
 
YWG
 
YWH
 
YWI
 
YWJ
 
YWK
 
YWL
 
YWM
 
YWN

YWO
 
YWP
 
YWQ
 
YWR
 
YWS
 
YWŠ
 
YWT
 
YWU
 
YWV
 
YWW
 
YWX
 
YWY
 
YWZ
 
YWŽ

YXA
 
YXB
 
YXC
 
YXČ
 
YXD
 
YXE
 
YXF
 
YXG
 
YXH
 
YXI
 
YXJ
 
YXK
 
YXL
 
YXM
 
YXN
 

YXO
 
YXP
 
YXQ
 
YXR
 
YXS
 
YXŠ
 
YXT
 
YXU
 
YXV
 
YXW
 
YXX
 
YXY
 
YXZ
 
YXŽ

YYA
 
YYB
 
YYC
 
YYČ
 
YYD
 
YYE
 
YYF
 
YYG
 
YYH
 
YYI
 
YYJ
 
YYK
 
YYL
 
YYM
 
YYN
 

YYO
 
YYP
 
YYQ
 
YYR
 
YYS
 
YYŠ
 
YYT
 
YYU
 
YYV
 
YYW
 
YYX
 
YYY
 
YYZ
 
YYŽ

YZA
 
YZB
 
YZC
 
YZČ
 
YZD
 
YZE
 
YZF
 
YZG
 
YZH
 
YZI
 
YZJ
 
YZK
 
YZL
 
YZM
 
YZN
 

YZO
 
YZP
 
YZQ
 
YZR
 
YZS
 
YZŠ
 
YZT
 
YZU
 
YZV
 
YZW
 
YZX
 
YZY
 
YZZ
 
YZŽ

YŽA
 
YŽB
 
YŽC
 
YŽČ
 
YŽD
 
YŽE
 
YŽF
 
YŽG
 
YŽH
 
YŽI
 
YŽJ
 
YŽK
 
YŽL
 
YŽM
 
YŽN

YŽO
 
YŽP
 
YŽQ
 
YŽR
 
YŽS
 
YŽŠ
 
YŽT
 
YŽU
 
YŽV
 
YŽW
 
YŽX
 
YŽY
 
YŽZ
 
YŽŽ
```

```
ZAA
 
ZAB
 
ZAC
 
ZAČ
 
ZAD
 
ZAE
 
ZAF
 
ZAG
 
ZAH
 
ZAI
 
ZAJ
 
ZAK
 
ZAL
 
ZAM
 
ZAN

ZAO
 
ZAP
 
ZAQ
 
ZAR
 
ZAS
 
ZAŠ
 
ZAT
 
ZAU
 
ZAV
 
ZAW
 
ZAX
 
ZAY
 
ZAZ
 
ZAŽ

ZBA
 
ZBB
 
ZBC
 
ZBČ
 
ZBD
 
ZBE
 
ZBF
 
ZBG
 
ZBH
 
ZBI
 
ZBJ
 
ZBK
 
ZBL
 
ZBM
 
ZBN

ZBO
 
ZBP
 
ZBQ
 
ZBR
 
ZBS
 
ZBŠ
 
ZBT
 
ZBU
 
ZBV
 
ZBW
 
ZBX
 
ZBY
 
ZBZ
 
ZBŽ

ZCA
 
ZCB
 
ZCC
 
ZCČ
 
ZCD
 
ZCE
 
ZCF
 
ZCG
 
ZCH
 
ZCI
 
ZCJ
 
ZCK
 
ZCL
 
ZCM
 
ZCN
 

ZCO
 
ZCP
 
ZCQ
 
ZCR
 
ZCS
 
ZCŠ
 
ZCT
 
ZCU
 
ZCV
 
ZCW
 
ZCX
 
ZCY
 
ZCZ
 
ZCŽ

ZČA
 
ZČB
 
ZČC
 
ZČČ
 
ZČD
 
ZČE
 
ZČF
 
ZČG
 
ZČH
 
ZČI
 
ZČJ
 
ZČK
 
ZČL
 
ZČM
 
ZČN
 

ZČO
 
ZČP
 
ZČQ
 
ZČR
 
ZČS
 
ZČŠ
 
ZČT
 
ZČU
 
ZČV
 
ZČW
 
ZČX
 
ZČY
 
ZČZ
 
ZČŽ

ZDA
 
ZDB
 
ZDC
 
ZDČ
 
ZDD
 
ZDE
 
ZDF
 
ZDG
 
ZDH
 
ZDI
 
ZDJ
 
ZDK
 
ZDL
 
ZDM
 
ZDN
 

ZDO
 
ZDP
 
ZDQ
 
ZDR
 
ZDS
 
ZDŠ
 
ZDT
 
ZDU
 
ZDV
 
ZDW
 
ZDX
 
ZDY
 
ZDZ
 
ZDŽ

ZEA
 
ZEB
 
ZEC
 
ZEČ
 
ZED
 
ZEE
 
ZEF
 
ZEG
 
ZEH
 
ZEI
 
ZEJ
 
ZEK
 
ZEL
 
ZEM
 
ZEN
 

ZEO
 
ZEP
 
ZEQ
 
ZER
 
ZES
 
ZEŠ
 
ZET
 
ZEU
 
ZEV
 
ZEW
 
ZEX
 
ZEY
 
ZEZ
 
ZEŽ

ZFA
 
ZFB
 
ZFC
 
ZFČ
 
ZFD
 
ZFE
 
ZFF
 
ZFG
 
ZFH
 
ZFI
 
ZFJ
 
ZFK
 
ZFL
 
ZFM
 
ZFN

ZFO
 
ZFP
 
ZFQ
 
ZFR
 
ZFS
 
ZFŠ
 
ZFT
 
ZFU
 
ZFV
 
ZFW
 
ZFX
 
ZFY
 
ZFZ
 
ZFŽ

ZGA
 
ZGB
 
ZGC
 
ZGČ
 
ZGD
 
ZGE
 
ZGF
 
ZGG
 
ZGH
 
ZGI
 
ZGJ
 
ZGK
 
ZGL
 
ZGM
 
ZGN
 

ZGO
 
ZGP
 
ZGQ
 
ZGR
 
ZGS
 
ZGŠ
 
ZGT
 
ZGU
 
ZGV
 
ZGW
 
ZGX
 
ZGY
 
ZGZ
 
ZGŽ

ZHA
 
ZHB
 
ZHC
 
ZHČ
 
ZHD
 
ZHE
 
ZHF
 
ZHG
 
ZHH
 
ZHI
 
ZHJ
 
ZHK
 
ZHL
 
ZHM
 
ZHN
 

ZHO
 
ZHP
 
ZHQ
 
ZHR
 
ZHS
 
ZHŠ
 
ZHT
 
ZHU
 
ZHV
 
ZHW
 
ZHX
 
ZHY
 
ZHZ
 
ZHŽ

ZIA
 
ZIB
 
ZIC
 
ZIČ
 
ZID
 
ZIE
 
ZIF
 
ZIG
 
ZIH
 
ZII
 
ZIJ
 
ZIK
 
ZIL
 
ZIM
 
ZIN
 

ZIO
 
ZIP
 
ZIQ
 
ZIR
 
ZIS
 
ZIŠ
 
ZIT
 
ZIU
 
ZIV
 
ZIW
 
ZIX
 
ZIY
 
ZIZ
 
ZIŽ

ZJA
 
ZJB
 
ZJC
 
ZJČ
 
ZJD
 
ZJE
 
ZJF
 
ZJG
 
ZJH
 
ZJI
 
ZJJ
 
ZJK
 
ZJL
 
ZJM
 
ZJN
 

ZJO
 
ZJP
 
ZJQ
 
ZJR
 
ZJS
 
ZJŠ
 
ZJT
 
ZJU
 
ZJV
 
ZJW
 
ZJX
 
ZJY
 
ZJZ
 
ZJŽ

ZKA
 
ZKB
 
ZKC
 
ZKČ
 
ZKD
 
ZKE
 
ZKF
 
ZKG
 
ZKH
 
ZKI
 
ZKJ
 
ZKK
 
ZKL
 
ZKM
 
ZKN

ZKO
 
ZKP
 
ZKQ
 
ZKR
 
ZKS
 
ZKŠ
 
ZKT
 
ZKU
 
ZKV
 
ZKW
 
ZKX
 
ZKY
 
ZKZ
 
ZKŽ

ZLA
 
ZLB
 
ZLC
 
ZLČ
 
ZLD
 
ZLE
 
ZLF
 
ZLG
 
ZLH
 
ZLI
 
ZLJ
 
ZLK
 
ZLL
 
ZLM
 
ZLN
 

ZLO
 
ZLP
 
ZLQ
 
ZLR
 
ZLS
 
ZLŠ
 
ZLT
 
ZLU
 
ZLV
 
ZLW
 
ZLX
 
ZLY
 
ZLZ
 
ZLŽ

ZMA
 
ZMB
 
ZMC
 
ZMČ
 
ZMD
 
ZME
 
ZMF
 
ZMG
 
ZMH
 
ZMI
 
ZMJ
 
ZMK
 
ZML
 
ZMM
 
ZMN
 

ZMO
 
ZMP
 
ZMQ
 
ZMR
 
ZMS
 
ZMŠ
 
ZMT
 
ZMU
 
ZMV
 
ZMW
 
ZMX
 
ZMY
 
ZMZ
 
ZMŽ

ZNA
 
ZNB
 
ZNC
 
ZNČ
 
ZND
 
ZNE
 
ZNF
 
ZNG
 
ZNH
 
ZNI
 
ZNJ
 
ZNK
 
ZNL
 
ZNM
 
ZNN
 

ZNO
 
ZNP
 
ZNQ
 
ZNR
 
ZNS
 
ZNŠ
 
ZNT
 
ZNU
 
ZNV
 
ZNW
 
ZNX
 
ZNY
 
ZNZ
 
ZNŽ

ZOA
 
ZOB
 
ZOC
 
ZOČ
 
ZOD
 
ZOE
 
ZOF
 
ZOG
 
ZOH
 
ZOI
 
ZOJ
 
ZOK
 
ZOL
 
ZOM
 
ZON
 

ZOO
 
ZOP
 
ZOQ
 
ZOR
 
ZOS
 
ZOŠ
 
ZOT
 
ZOU
 
ZOV
 
ZOW
 
ZOX
 
ZOY
 
ZOZ
 
ZOŽ

ZPA
 
ZPB
 
ZPC
 
ZPČ
 
ZPD
 
ZPE
 
ZPF
 
ZPG
 
ZPH
 
ZPI
 
ZPJ
 
ZPK
 
ZPL
 
ZPM
 
ZPN
 

ZPO
 
ZPP
 
ZPQ
 
ZPR
 
ZPS
 
ZPŠ
 
ZPT
 
ZPU
 
ZPV
 
ZPW
 
ZPX
 
ZPY
 
ZPZ
 
ZPŽ

ZQA
 
ZQB
 
ZQC
 
ZQČ
 
ZQD
 
ZQE
 
ZQF
 
ZQG
 
ZQH
 
ZQI
 
ZQJ
 
ZQK
 
ZQL
 
ZQM
 
ZQN

ZQO
 
ZQP
 
ZQQ
 
ZQR
 
ZQS
 
ZQŠ
 
ZQT
 
ZQU
 
ZQV
 
ZQW
 
ZQX
 
ZQY
 
ZQZ
 
ZQŽ

ZRA
 
ZRB
 
ZRC
 
ZRČ
 
ZRD
 
ZRE
 
ZRF
 
ZRG
 
ZRH
 
ZRI
 
ZRJ
 
ZRK
 
ZRL
 
ZRM
 
ZRN
 

ZRO
 
ZRP
 
ZRQ
 
ZRR
 
ZRS
 
ZRŠ
 
ZRT
 
ZRU
 
ZRV
 
ZRW
 
ZRX
 
ZRY
 
ZRZ
 
ZRŽ

ZSA
 
ZSB
 
ZSC
 
ZSČ
 
ZSD
 
ZSE
 
ZSF
 
ZSG
 
ZSH
 
ZSI
 
ZSJ
 
ZSK
 
ZSL
 
ZSM
 
ZSN
 

ZSO
 
ZSP
 
ZSQ
 
ZSR
 
ZSS
 
ZSŠ
 
ZST
 
ZSU
 
ZSV
 
ZSW
 
ZSX
 
ZSY
 
ZSZ
 
ZSŽ

ZŠA
 
ZŠB
 
ZŠC
 
ZŠČ
 
ZŠD
 
ZŠE
 
ZŠF
 
ZŠG
 
ZŠH
 
ZŠI
 
ZŠJ
 
ZŠK
 
ZŠL
 
ZŠM
 
ZŠN

ZŠO
 
ZŠP
 
ZŠQ
 
ZŠR
 
ZŠS
 
ZŠŠ
 
ZŠT
 
ZŠU
 
ZŠV
 
ZŠW
 
ZŠX
 
ZŠY
 
ZŠZ
 
ZŠŽ

ZTA
 
ZTB
 
ZTC
 
ZTČ
 
ZTD
 
ZTE
 
ZTF
 
ZTG
 
ZTH
 
ZTI
 
ZTJ
 
ZTK
 
ZTL
 
ZTM
 
ZTN
 

ZTO
 
ZTP
 
ZTQ
 
ZTR
 
ZTS
 
ZTŠ
 
ZTT
 
ZTU
 
ZTV
 
ZTW
 
ZTX
 
ZTY
 
ZTZ
 
ZTŽ

ZUA
 
ZUB
 
ZUC
 
ZUČ
 
ZUD
 
ZUE
 
ZUF
 
ZUG
 
ZUH
 
ZUI
 
ZUJ
 
ZUK
 
ZUL
 
ZUM
 
ZUN

ZUO
 
ZUP
 
ZUQ
 
ZUR
 
ZUS
 
ZUŠ
 
ZUT
 
ZUU
 
ZUV
 
ZUW
 
ZUX
 
ZUY
 
ZUZ
 
ZUŽ

ZVA
 
ZVB
 
ZVC
 
ZVČ
 
ZVD
 
ZVE
 
ZVF
 
ZVG
 
ZVH
 
ZVI
 
ZVJ
 
ZVK
 
ZVL
 
ZVM
 
ZVN
 

ZVO
 
ZVP
 
ZVQ
 
ZVR
 
ZVS
 
ZVŠ
 
ZVT
 
ZVU
 
ZVV
 
ZVW
 
ZVX
 
ZVY
 
ZVZ
 
ZVŽ

ZWA
 
ZWB
 
ZWC
 
ZWČ
 
ZWD
 
ZWE
 
ZWF
 
ZWG
 
ZWH
 
ZWI
 
ZWJ
 
ZWK
 
ZWL
 
ZWM
 
ZWN
 

ZWO
 
ZWP
 
ZWQ
 
ZWR
 
ZWS
 
ZWŠ
 
ZWT
 
ZWU
 
ZWV
 
ZWW
 
ZWX
 
ZWY
 
ZWZ
 
ZWŽ

ZXA
 
ZXB
 
ZXC
 
ZXČ
 
ZXD
 
ZXE
 
ZXF
 
ZXG
 
ZXH
 
ZXI
 
ZXJ
 
ZXK
 
ZXL
 
ZXM
 
ZXN
 

ZXO
 
ZXP
 
ZXQ
 
ZXR
 
ZXS
 
ZXŠ
 
ZXT
 
ZXU
 
ZXV
 
ZXW
 
ZXX
 
ZXY
 
ZXZ
 
ZXŽ

ZYA
 
ZYB
 
ZYC
 
ZYČ
 
ZYD
 
ZYE
 
ZYF
 
ZYG
 
ZYH
 
ZYI
 
ZYJ
 
ZYK
 
ZYL
 
ZYM
 
ZYN

ZYO
 
ZYP
 
ZYQ
 
ZYR
 
ZYS
 
ZYŠ
 
ZYT
 
ZYU
 
ZYV
 
ZYW
 
ZYX
 
ZYY
 
ZYZ
 
ZYŽ

ZZA
 
ZZB
 
ZZC
 
ZZČ
 
ZZD
 
ZZE
 
ZZF
 
ZZG
 
ZZH
 
ZZI
 
ZZJ
 
ZZK
 
ZZL
 
ZZM
 
ZZN
 

ZZO
 
ZZP
 
ZZQ
 
ZZR
 
ZZS
 
ZZŠ
 
ZZT
 
ZZU
 
ZZV
 
ZZW
 
ZZX
 
ZZY
 
ZZZ
 
ZZŽ

ZŽA
 
ZŽB
 
ZŽC
 
ZŽČ
 
ZŽD
 
ZŽE
 
ZŽF
 
ZŽG
 
ZŽH
 
ZŽI
 
ZŽJ
 
ZŽK
 
ZŽL
 
ZŽM
 
ZŽN
 

ZŽO
 
ZŽP
 
ZŽQ
 
ZŽR
 
ZŽS
 
ZŽŠ
 
ZŽT
 
ZŽU
 
ZŽV
 
ZŽW
 
ZŽX
 
ZŽY
 
ZŽZ
 
ZŽŽ
```

```
ŽAA
 
ŽAB
 
ŽAC
 
ŽAČ
 
ŽAD
 
ŽAE
 
ŽAF
 
ŽAG
 
ŽAH
 
ŽAI
 
ŽAJ
 
ŽAK
 
ŽAL
 
ŽAM
 
ŽAN

ŽAO
 
ŽAP
 
ŽAQ
 
ŽAR
 
ŽAS
 
ŽAŠ
 
ŽAT
 
ŽAU
 
ŽAV
 
ŽAW
 
ŽAX
 
ŽAY
 
ŽAZ
 
ŽAŽ

ŽBA
 
ŽBB
 
ŽBC
 
ŽBČ
 
ŽBD
 
ŽBE
 
ŽBF
 
ŽBG
 
ŽBH
 
ŽBI
 
ŽBJ
 
ŽBK
 
ŽBL
 
ŽBM
 
ŽBN
 

ŽBO
 
ŽBP
 
ŽBQ
 
ŽBR
 
ŽBS
 
ŽBŠ
 
ŽBT
 
ŽBU
 
ŽBV
 
ŽBW
 
ŽBX
 
ŽBY
 
ŽBZ
 
ŽBŽ

ŽCA
 
ŽCB
 
ŽCC
 
ŽCČ
 
ŽCD
 
ŽCE
 
ŽCF
 
ŽCG
 
ŽCH
 
ŽCI
 
ŽCJ
 
ŽCK
 
ŽCL
 
ŽCM
 
ŽCN
 

ŽCO
 
ŽCP
 
ŽCQ
 
ŽCR
 
ŽCS
 
ŽCŠ
 
ŽCT
 
ŽCU
 
ŽCV
 
ŽCW
 
ŽCX
 
ŽCY
 
ŽCZ
 
ŽCŽ

ŽČA
 
ŽČB
 
ŽČC
 
ŽČČ
 
ŽČD
 
ŽČE
 
ŽČF
 
ŽČG
 
ŽČH
 
ŽČI
 
ŽČJ
 
ŽČK
 
ŽČL
 
ŽČM
 
ŽČN
 

ŽČO
 
ŽČP
 
ŽČQ
 
ŽČR
 
ŽČS
 
ŽČŠ
 
ŽČT
 
ŽČU
 
ŽČV
 
ŽČW
 
ŽČX
 
ŽČY
 
ŽČZ
 
ŽČŽ

ŽDA
 
ŽDB
 
ŽDC
 
ŽDČ
 
ŽDD
 
ŽDE
 
ŽDF
 
ŽDG
 
ŽDH
 
ŽDI
 
ŽDJ
 
ŽDK
 
ŽDL
 
ŽDM
 
ŽDN
 

ŽDO
 
ŽDP
 
ŽDQ
 
ŽDR
 
ŽDS
 
ŽDŠ
 
ŽDT
 
ŽDU
 
ŽDV
 
ŽDW
 
ŽDX
 
ŽDY
 
ŽDZ
 
ŽDŽ

ŽEA
 
ŽEB
 
ŽEC
 
ŽEČ
 
ŽED
 
ŽEE
 
ŽEF
 
ŽEG
 
ŽEH
 
ŽEI
 
ŽEJ
 
ŽEK
 
ŽEL
 
ŽEM
 
ŽEN
 

ŽEO
 
ŽEP
 
ŽEQ
 
ŽER
 
ŽES
 
ŽEŠ
 
ŽET
 
ŽEU
 
ŽEV
 
ŽEW
 
ŽEX
 
ŽEY
 
ŽEZ
 
ŽEŽ

ŽFA
 
ŽFB
 
ŽFC
 
ŽFČ
 
ŽFD
 
ŽFE
 
ŽFF
 
ŽFG
 
ŽFH
 
ŽFI
 
ŽFJ
 
ŽFK
 
ŽFL
 
ŽFM
 
ŽFN
 

ŽFO
 
ŽFP
 
ŽFQ
 
ŽFR
 
ŽFS
 
ŽFŠ
 
ŽFT
 
ŽFU
 
ŽFV
 
ŽFW
 
ŽFX
 
ŽFY
 
ŽFZ
 
ŽFŽ

ŽGA
 
ŽGB
 
ŽGC
 
ŽGČ
 
ŽGD
 
ŽGE
 
ŽGF
 
ŽGG
 
ŽGH
 
ŽGI
 
ŽGJ
 
ŽGK
 
ŽGL
 
ŽGM
 
ŽGN
 

ŽGO
 
ŽGP
 
ŽGQ
 
ŽGR
 
ŽGS
 
ŽGŠ
 
ŽGT
 
ŽGU
 
ŽGV
 
ŽGW
 
ŽGX
 
ŽGY
 
ŽGZ
 
ŽGŽ

ŽHA
 
ŽHB
 
ŽHC
 
ŽHČ
 
ŽHD
 
ŽHE
 
ŽHF
 
ŽHG
 
ŽHH
 
ŽHI
 
ŽHJ
 
ŽHK
 
ŽHL
 
ŽHM
 
ŽHN
 

ŽHO
 
ŽHP
 
ŽHQ
 
ŽHR
 
ŽHS
 
ŽHŠ
 
ŽHT
 
ŽHU
 
ŽHV
 
ŽHW
 
ŽHX
 
ŽHY
 
ŽHZ
 
ŽHŽ

ŽIA
 
ŽIB
 
ŽIC
 
ŽIČ
 
ŽID
 
ŽIE
 
ŽIF
 
ŽIG
 
ŽIH
 
ŽII
 
ŽIJ
 
ŽIK
 
ŽIL
 
ŽIM
 
ŽIN
 

ŽIO
 
ŽIP
 
ŽIQ
 
ŽIR
 
ŽIS
 
ŽIŠ
 
ŽIT
 
ŽIU
 
ŽIV
 
ŽIW
 
ŽIX
 
ŽIY
 
ŽIZ
 
ŽIŽ

ŽJA
 
ŽJB
 
ŽJC
 
ŽJČ
 
ŽJD
 
ŽJE
 
ŽJF
 
ŽJG
 
ŽJH
 
ŽJI
 
ŽJJ
 
ŽJK
 
ŽJL
 
ŽJM
 
ŽJN

ŽJO
 
ŽJP
 
ŽJQ
 
ŽJR
 
ŽJS
 
ŽJŠ
 
ŽJT
 
ŽJU
 
ŽJV
 
ŽJW
 
ŽJX
 
ŽJY
 
ŽJZ
 
ŽJŽ

ŽKA
 
ŽKB
 
ŽKC
 
ŽKČ
 
ŽKD
 
ŽKE
 
ŽKF
 
ŽKG
 
ŽKH
 
ŽKI
 
ŽKJ
 
ŽKK
 
ŽKL
 
ŽKM
 
ŽKN
 

ŽKO
 
ŽKP
 
ŽKQ
 
ŽKR
 
ŽKS
 
ŽKŠ
 
ŽKT
 
ŽKU
 
ŽKV
 
ŽKW
 
ŽKX
 
ŽKY
 
ŽKZ
 
ŽKŽ

ŽLA
 
ŽLB
 
ŽLC
 
ŽLČ
 
ŽLD
 
ŽLE
 
ŽLF
 
ŽLG
 
ŽLH
 
ŽLI
 
ŽLJ
 
ŽLK
 
ŽLL
 
ŽLM
 
ŽLN
 

ŽLO
 
ŽLP
 
ŽLQ
 
ŽLR
 
ŽLS
 
ŽLŠ
 
ŽLT
 
ŽLU
 
ŽLV
 
ŽLW
 
ŽLX
 
ŽLY
 
ŽLZ
 
ŽLŽ

ŽMA
 
ŽMB
 
ŽMC
 
ŽMČ
 
ŽMD
 
ŽME
 
ŽMF
 
ŽMG
 
ŽMH
 
ŽMI
 
ŽMJ
 
ŽMK
 
ŽML
 
ŽMM
 
ŽMN
 

ŽMO
 
ŽMP
 
ŽMQ
 
ŽMR
 
ŽMS
 
ŽMŠ
 
ŽMT
 
ŽMU
 
ŽMV
 
ŽMW
 
ŽMX
 
ŽMY
 
ŽMZ
 
ŽMŽ

ŽNA
 
ŽNB
 
ŽNC
 
ŽNČ
 
ŽND
 
ŽNE
 
ŽNF
 
ŽNG
 
ŽNH
 
ŽNI
 
ŽNJ
 
ŽNK
 
ŽNL
 
ŽNM
 
ŽNN
 

ŽNO
 
ŽNP
 
ŽNQ
 
ŽNR
 
ŽNS
 
ŽNŠ
 
ŽNT
 
ŽNU
 
ŽNV
 
ŽNW
 
ŽNX
 
ŽNY
 
ŽNZ
 
ŽNŽ

ŽOA
 
ŽOB
 
ŽOC
 
ŽOČ
 
ŽOD
 
ŽOE
 
ŽOF
 
ŽOG
 
ŽOH
 
ŽOI
 
ŽOJ
 
ŽOK
 
ŽOL
 
ŽOM
 
ŽON
 

ŽOO
 
ŽOP
 
ŽOQ
 
ŽOR
 
ŽOS
 
ŽOŠ
 
ŽOT
 
ŽOU
 
ŽOV
 
ŽOW
 
ŽOX
 
ŽOY
 
ŽOZ
 
ŽOŽ

ŽPA
 
ŽPB
 
ŽPC
 
ŽPČ
 
ŽPD
 
ŽPE
 
ŽPF
 
ŽPG
 
ŽPH
 
ŽPI
 
ŽPJ
 
ŽPK
 
ŽPL
 
ŽPM
 
ŽPN
 

ŽPO
 
ŽPP
 
ŽPQ
 
ŽPR
 
ŽPS
 
ŽPŠ
 
ŽPT
 
ŽPU
 
ŽPV
 
ŽPW
 
ŽPX
 
ŽPY
 
ŽPZ
 
ŽPŽ

ŽQA
 
ŽQB
 
ŽQC
 
ŽQČ
 
ŽQD
 
ŽQE
 
ŽQF
 
ŽQG
 
ŽQH
 
ŽQI
 
ŽQJ
 
ŽQK
 
ŽQL
 
ŽQM
 
ŽQN
 

ŽQO
 
ŽQP
 
ŽQQ
 
ŽQR
 
ŽQS
 
ŽQŠ
 
ŽQT
 
ŽQU
 
ŽQV
 
ŽQW
 
ŽQX
 
ŽQY
 
ŽQZ
 
ŽQŽ

ŽRA
 
ŽRB
 
ŽRC
 
ŽRČ
 
ŽRD
 
ŽRE
 
ŽRF
 
ŽRG
 
ŽRH
 
ŽRI
 
ŽRJ
 
ŽRK
 
ŽRL
 
ŽRM
 
ŽRN
 

ŽRO
 
ŽRP
 
ŽRQ
 
ŽRR
 
ŽRS
 
ŽRŠ
 
ŽRT
 
ŽRU
 
ŽRV
 
ŽRW
 
ŽRX
 
ŽRY
 
ŽRZ
 
ŽRŽ

ŽSA
 
ŽSB
 
ŽSC
 
ŽSČ
 
ŽSD
 
ŽSE
 
ŽSF
 
ŽSG
 
ŽSH
 
ŽSI
 
ŽSJ
 
ŽSK
 
ŽSL
 
ŽSM
 
ŽSN
 

ŽSO
 
ŽSP
 
ŽSQ
 
ŽSR
 
ŽSS
 
ŽSŠ
 
ŽST
 
ŽSU
 
ŽSV
 
ŽSW
 
ŽSX
 
ŽSY
 
ŽSZ
 
ŽSŽ

ŽŠA
 
ŽŠB
 
ŽŠC
 
ŽŠČ
 
ŽŠD
 
ŽŠE
 
ŽŠF
 
ŽŠG
 
ŽŠH
 
ŽŠI
 
ŽŠJ
 
ŽŠK
 
ŽŠL
 
ŽŠM
 
ŽŠN
 

ŽŠO
 
ŽŠP
 
ŽŠQ
 
ŽŠR
 
ŽŠS
 
ŽŠŠ
 
ŽŠT
 
ŽŠU
 
ŽŠV
 
ŽŠW
 
ŽŠX
 
ŽŠY
 
ŽŠZ
 
ŽŠŽ

ŽTA
 
ŽTB
 
ŽTC
 
ŽTČ
 
ŽTD
 
ŽTE
 
ŽTF
 
ŽTG
 
ŽTH
 
ŽTI
 
ŽTJ
 
ŽTK
 
ŽTL
 
ŽTM
 
ŽTN
 

ŽTO
 
ŽTP
 
ŽTQ
 
ŽTR
 
ŽTS
 
ŽTŠ
 
ŽTT
 
ŽTU
 
ŽTV
 
ŽTW
 
ŽTX
 
ŽTY
 
ŽTZ
 
ŽTŽ

ŽUA
 
ŽUB
 
ŽUC
 
ŽUČ
 
ŽUD
 
ŽUE
 
ŽUF
 
ŽUG
 
ŽUH
 
ŽUI
 
ŽUJ
 
ŽUK
 
ŽUL
 
ŽUM
 
ŽUN
 

ŽUO
 
ŽUP
 
ŽUQ
 
ŽUR
 
ŽUS
 
ŽUŠ
 
ŽUT
 
ŽUU
 
ŽUV
 
ŽUW
 
ŽUX
 
ŽUY
 
ŽUZ
 
ŽUŽ

ŽVA
 
ŽVB
 
ŽVC
 
ŽVČ
 
ŽVD
 
ŽVE
 
ŽVF
 
ŽVG
 
ŽVH
 
ŽVI
 
ŽVJ
 
ŽVK
 
ŽVL
 
ŽVM
 
ŽVN
 

ŽVO
 
ŽVP
 
ŽVQ
 
ŽVR
 
ŽVS
 
ŽVŠ
 
ŽVT
 
ŽVU
 
ŽVV
 
ŽVW
 
ŽVX
 
ŽVY
 
ŽVZ
 
ŽVŽ

ŽWA
 
ŽWB
 
ŽWC
 
ŽWČ
 
ŽWD
 
ŽWE
 
ŽWF
 
ŽWG
 
ŽWH
 
ŽWI
 
ŽWJ
 
ŽWK
 
ŽWL
 
ŽWM
 
ŽWN
 

ŽWO
 
ŽWP
 
ŽWQ
 
ŽWR
 
ŽWS
 
ŽWŠ
 
ŽWT
 
ŽWU
 
ŽWV
 
ŽWW
 
ŽWX
 
ŽWY
 
ŽWZ
 
ŽWŽ

ŽXA
 
ŽXB
 
ŽXC
 
ŽXČ
 
ŽXD
 
ŽXE
 
ŽXF
 
ŽXG
 
ŽXH
 
ŽXI
 
ŽXJ
 
ŽXK
 
ŽXL
 
ŽXM
 
ŽXN
 

ŽXO
 
ŽXP
 
ŽXQ
 
ŽXR
 
ŽXS
 
ŽXŠ
 
ŽXT
 
ŽXU
 
ŽXV
 
ŽXW
 
ŽXX
 
ŽXY
 
ŽXZ
 
ŽXŽ

ŽYA
 
ŽYB
 
ŽYC
 
ŽYČ
 
ŽYD
 
ŽYE
 
ŽYF
 
ŽYG
 
ŽYH
 
ŽYI
 
ŽYJ
 
ŽYK
 
ŽYL
 
ŽYM
 
ŽYN
 

ŽYO
 
ŽYP
 
ŽYQ
 
ŽYR
 
ŽYS
 
ŽYŠ
 
ŽYT
 
ŽYU
 
ŽYV
 
ŽYW
 
ŽYX
 
ŽYY
 
ŽYZ
 
ŽYŽ

ŽZA
 
ŽZB
 
ŽZC
 
ŽZČ
 
ŽZD
 
ŽZE
 
ŽZF
 
ŽZG
 
ŽZH
 
ŽZI
 
ŽZJ
 
ŽZK
 
ŽZL
 
ŽZM
 
ŽZN
 

ŽZO
 
ŽZP
 
ŽZQ
 
ŽZR
 
ŽZS
 
ŽZŠ
 
ŽZT
 
ŽZU
 
ŽZV
 
ŽZW
 
ŽZX
 
ŽZY
 
ŽZZ
 
ŽZŽ

ŽŽA
 
ŽŽB
 
ŽŽC
 
ŽŽČ
 
ŽŽD
 
ŽŽE
 
ŽŽF
 
ŽŽG
 
ŽŽH
 
ŽŽI
 
ŽŽJ
 
ŽŽK
 
ŽŽL
 
ŽŽM
 
ŽŽN
 

ŽŽO
 
ŽŽP
 
ŽŽQ
 
ŽŽR
 
ŽŽS
 
ŽŽŠ
 
ŽŽT
 
ŽŽU
 
ŽŽV
 
ŽŽW
 
ŽŽX
 
ŽŽY
 
ŽŽZ
 
ŽŽŽ
```